# Chlístovice
Chlístovice är en ort i Tjeckien.   Den ligger i regionen Mellersta Böhmen, i den centrala delen av landet, 60 km öster om huvudstaden Prag. Chlístovice ligger 395 meter över havet och antalet invånare är 693.
Terrängen runt Chlístovice är lite kuperad. Runt Chlístovice är det ganska glesbefolkat, med 35 invånare per kvadratkilometer. Närmaste större samhälle är Kutná Hora, 8,4 km nordost om Chlístovice. Trakten runt Chlístovice består till största delen av jordbruksmark.